# Herbert Deutsch
Pour les articles homonymes, voir Deutsch.
Herbert Arnold "Herb" Deutsch, né le 9 février 1932 à Hempstead et mort le 9 décembre 2022 à Massapequa Park, est un compositeur, inventeur et enseignant américain. 

## Biographie
Herbert Arnold Deutsch naît le 9 février 1932 à Hempstead, il est le plus jeune des trois enfants de Barnet et Miriam (Myersburg) Deutsch.
Compositeur expérimental, il collabore avec Robert Moog pour créer le premier synthétiseur qui a un impact significatif sur la musique populaire, lançant ainsi une révolution dans la musique électronique.
Herbert Deutsch meurt le 9 décembre 2022 à Massapequa Park.